# Prionovolva melonis
Prionovolva melonis is een slakkensoort uit de familie van de Ovulidae. De wetenschappelijke naam van de soort is voor het eerst geldig gepubliceerd in 2010 door Rosenberg.